# Жан Анрі Фабр
Жан Анрі Казимир Фабр (фр. Jean-Henri Casimir Fabre; 22 грудня 1823, Сен-Леон (Аверон) — 11 жовтня 1915) — французький ентомолог. Один із засновників етології комах.

## Життєпис
Закінчив коледж у 1842 році. Працював у загальноосвітній школі. З 1849 — викладач ліцею в Аяччо, з 1855 — працівник музею в Сен-Марселі.
Головні наукові дослідження присвячені ентомології. Вивчав жуків-наривників. Установив гіперметаморфоз цих комах. Проводив спостереження над способом життя інших комах (жуків-навозників, жуків-довгоносиків та інших).
Розробив нові уявлення про складну поведінку комах, показавши, що вона є строго послідовною чергою стандартних дій, довів їхню вродженість. Один із засновників етології комах.
Автор праці «Ентомологічні спогади» (т. 1—10, 1890—1907) і відомих книг «Життя комах» та «Інстинкти і звичаї комах» та інших. Відомий також як поет і композитор.

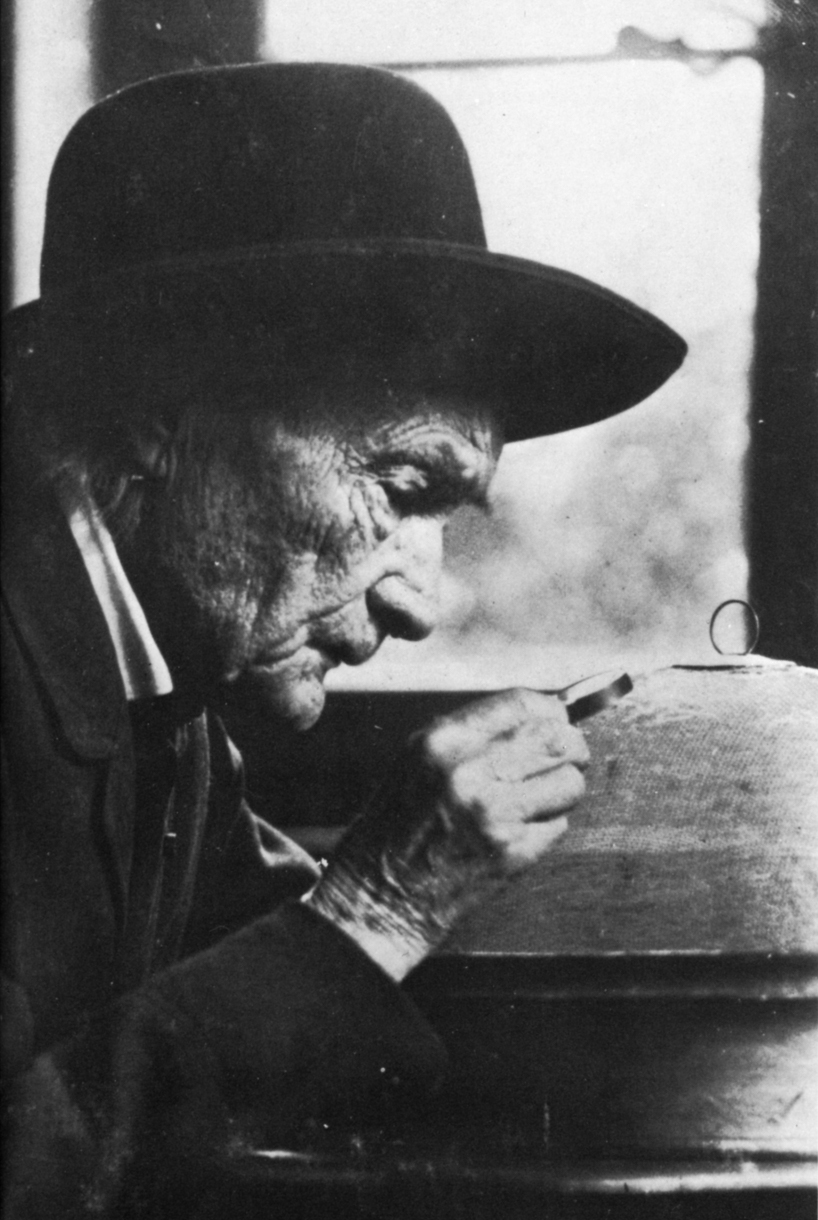
Жан Анрі Фабр за роботою

Премії імені Мантіона (1858) та імені Женьє (1859) Паризької Академії наук. Член багатьох наукових товариств.